# 3 492 (nombre)
Le nombre 3 492 (trois mille quatre cent quatre-vingt-douze ou trois mille quatre cent nonante-deux) est l'entier naturel qui suit 3 491 et qui précède 3 493.

## En mathématiques
C'est un nombre abondant (d'abondance 1 061) et le 33e nombre exponentiellement parfait, c'est-à-dire égal à la somme de ses diviseurs stricts primaires (suite A054979 de l'OEIS).

## Dans d'autres domaines
- En informatique, la norme RFC 3492[2] définit la syntaxe de codage Punycode.
- (3492) Petra-Pepi est un astéroïde, provisoirement nommé 1985 DQ, découvert le 16 février 1985 par Marie Mahrová.